# María Cristina Álvarez Lomelí
María Cristina Álvarez Lomelí (Altotonga, Veracruz, 28 de marzo de 1925-6 de abril de 1990) fue una antropóloga, investigadora y lingüista mexicana. Se distinguió por sus investigaciones y publicaciones sobre la cultura maya colonial y el estudio de los testimonios prehispánicos del idioma maya yucateco.

## Biografía

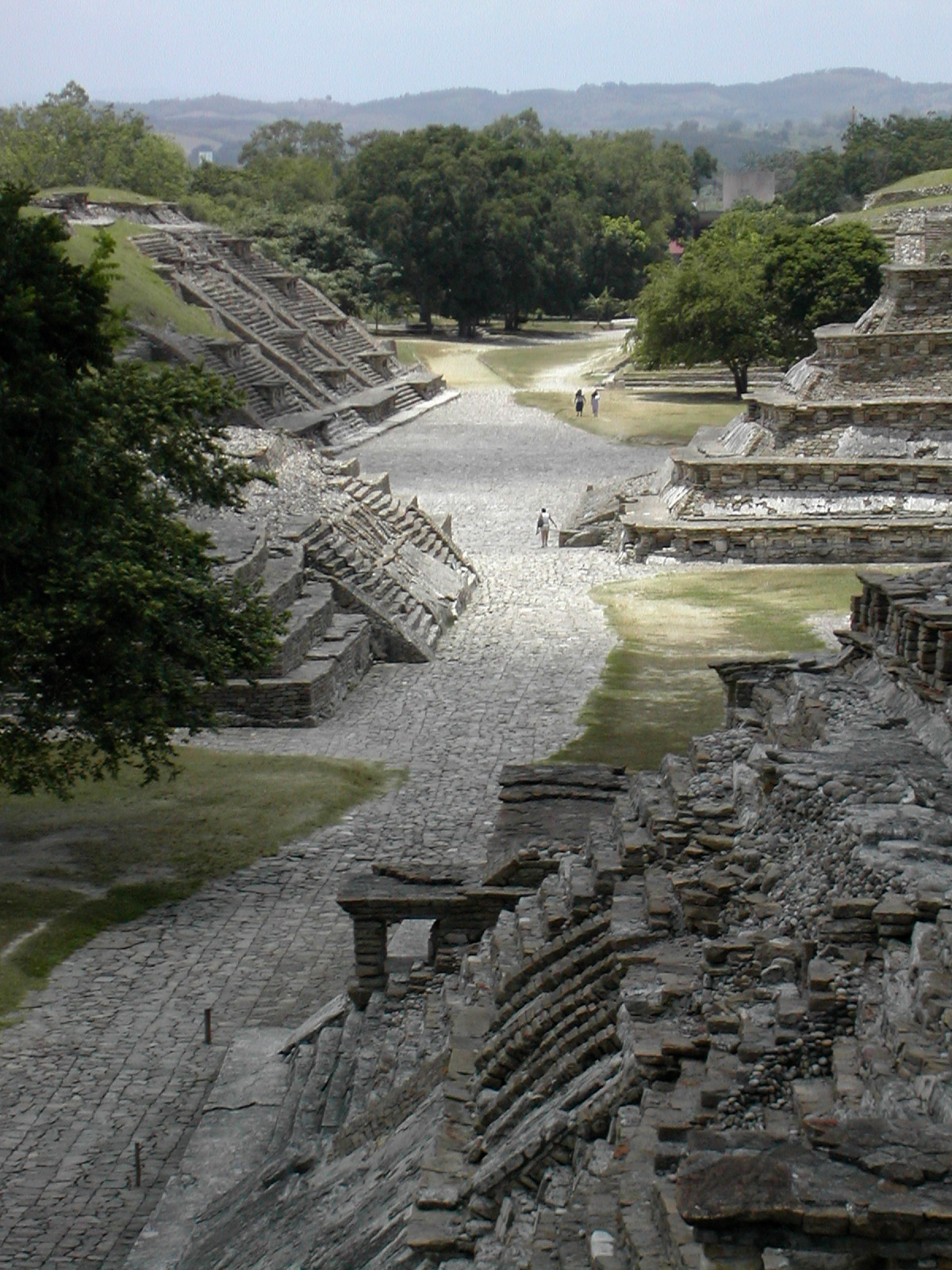
El Tajín, Papantla, Veracruz

María Cristina Álvarez Lomelí llevó a cabo sus estudios superiores en la Ciudad de México y Xalapa Enríquez, se recibió como maestra normalista con la especialidad de educadora en la Escuela Normal Veracruzana y posteriormente estudió Lingüística. En 1948, siendo estudiante participó como auxiliar de investigación y lingüista junto con los estudiantes de etnología Roberto Williams García y  Ángel Palerm bajo la dirección de la doctora Isabel Kelly del Instituto Smithsoniano, el estudio se desarrolló sobre los perfiles etnográficos de la comunidad totonaca de El Tajín, en el municipio de Papantla de Olarte. Los resultados se incluyeron en la obra The Tajin Totonac publicada en Estados Unidos en 1952. Desde sus inicios, el Instituto Smithsoniano se relacionó fuertemente con las actividades de investigación antropológicas en México y Veracruz; dentro de sus investigaciones se estudiaron las épocas prehispánicas y virreinales.
Algunos años después, Álvarez regresó a la Ciudad de México para estudiar una maestría en Antropología en el campo de la Lingüística en la Escuela Nacional de  Antropología e Historia, donde obtuvo el grado con su tesis Descripción estructural del maya del Chilam Balam de Chumayel en 1967.

## Trayectoria

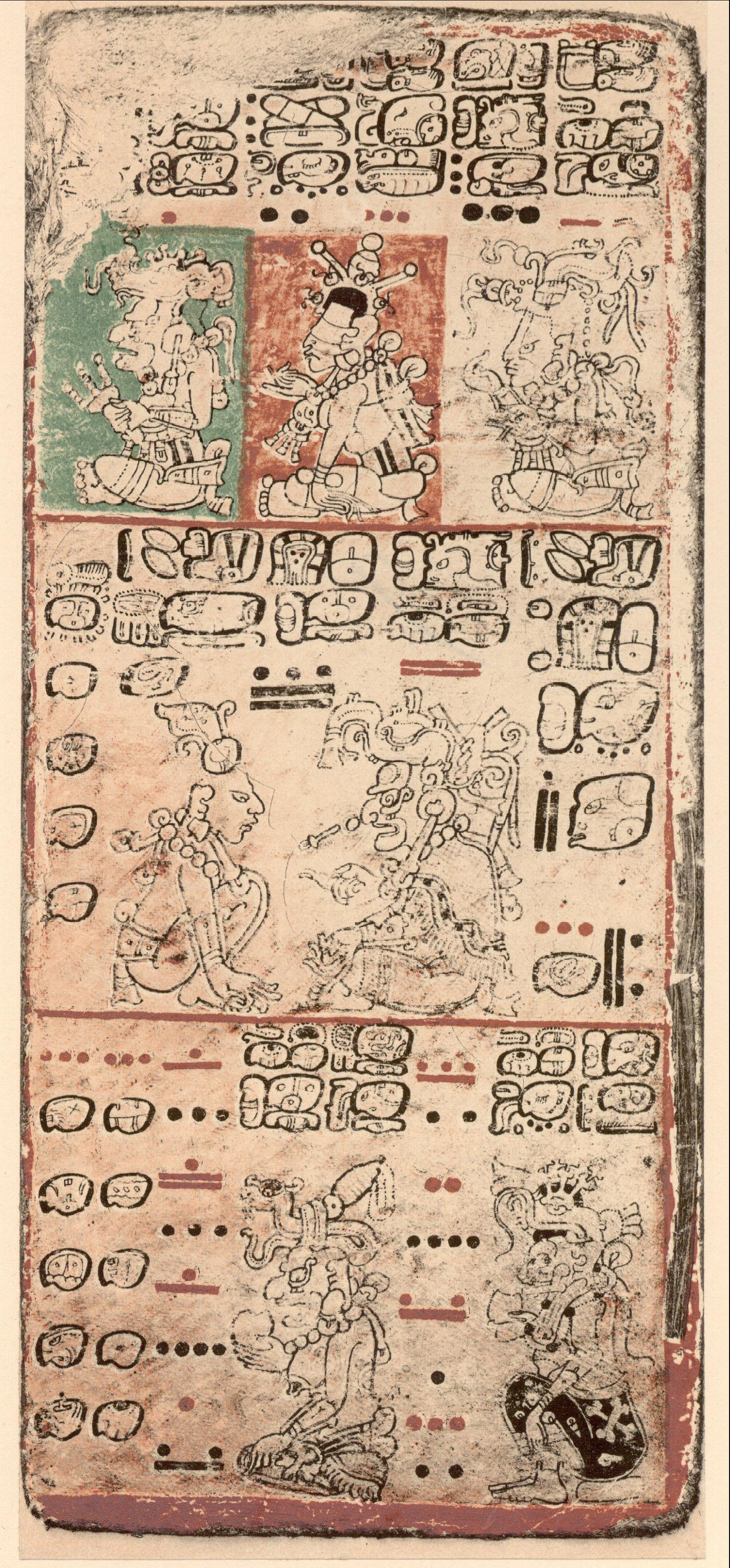
Reproducción pintada de la página 9 del Códice Dresde

Álvarez Lomelí fue considerada para ser parte de la creación del primer Departamento de Antropología en Veracruz en 1950, siendo la única mujer en esta área que también fue integrada por el arqueólogo Alfonso Medellín Zenil, su asistente Manuel Torres Guzmán, el etnólogo Roberto Williams García y ella como lingüista.
Posteriormente, en 1965 mientras estudiaba en la Universidad Nacional Autónoma de México participó en el Seminario de Estudios de la Escritura Maya, el cual se reunía semanalmente para descifrar la escritura maya dirigido por Morris Swadesh, algunos de los estudiantes que participaron fueron: Evangelina Arana Osnaya, Otto Schumann, Alberto Ruz, Leonardo Manrique, Daniel Cazés entre otros. En este espacio Álvarez Lomelí incursionó en la investigación de las lenguas mayas. Más tarde, este seminario se consideraría como el antecedente del Centro de Estudios Mayas del Instituto de Investigaciones Filológicas conformado en 1970, Álvarez Lomelí continuó en esta institución con sus investigaciones. También se desempeñó como investigadora del Instituto de Investigaciones Antropológicas. Formó parte de la selecta comunidad de investigadores internacionales que contribuyeron al conocimiento del Códice de Dresde, el cual envuelve un marco complejo sobre los rituales que se relacionan con la cosmovisión, la astronomía  y el calendario maya.

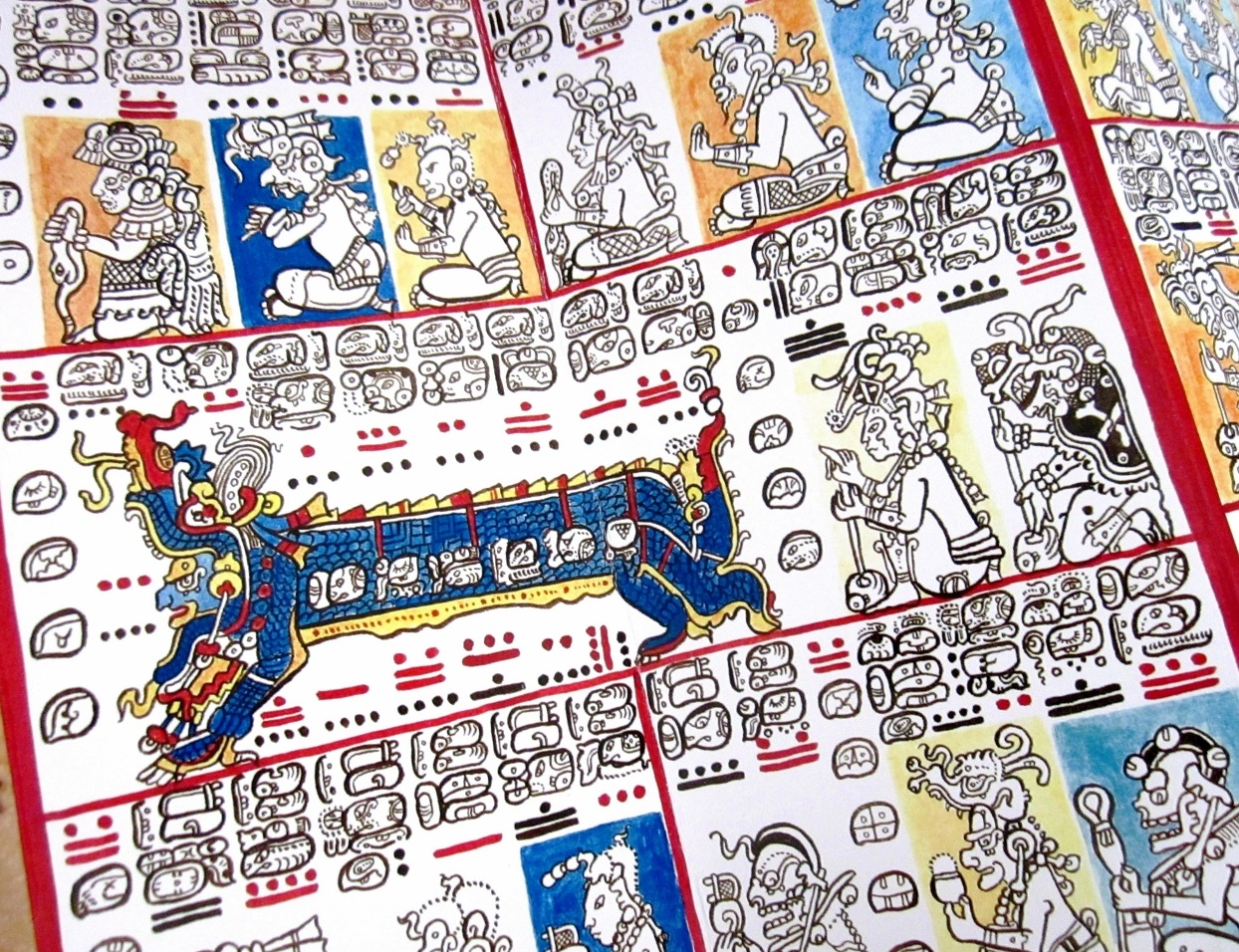
Códice Maya de Dresde

En 1968 se incorporó a la recién creada sección de Lingüística del Museo Nacional de Antropología del Instituto Nacional de Antropología e Historia, junto con los lingüistas Leonardo Manrique y Roberto Escalante. Dentro de sus funciones se encontraban: rescatar las lenguas de México menos conocidas o con amenaza de extinción, desarrollar estudios complementarios referentes a la geografía lingüística y a la dialectología, así como continuar desarrollando investigaciones sobre la escritura mesoamericana. Posteriormente esta sección se convirtió en el Departamento de Lingüística y en 1988 se instituyó oficialmente como la Dirección de Lingüística.
Debido a su experiencia y trayectoria participó como ponente en temas antropológicos a nivel nacional e internacional por ejemplo: Una nueva técnica para el descifre de la escritura maya en la Sociedad Mexicana de Antropología (1973); Bases lingüísticas para los estudios de la literatura maya en el Primer Congreso sobre el Popol Vuh en Santa Cruz del Quiché, Guatemala (1977); y en 1980 impartió un curso sobre las posibles lecturas en maya yucateco del Códice de Dresde a investigadores de la Universidad de Albany, Estados Unidos.

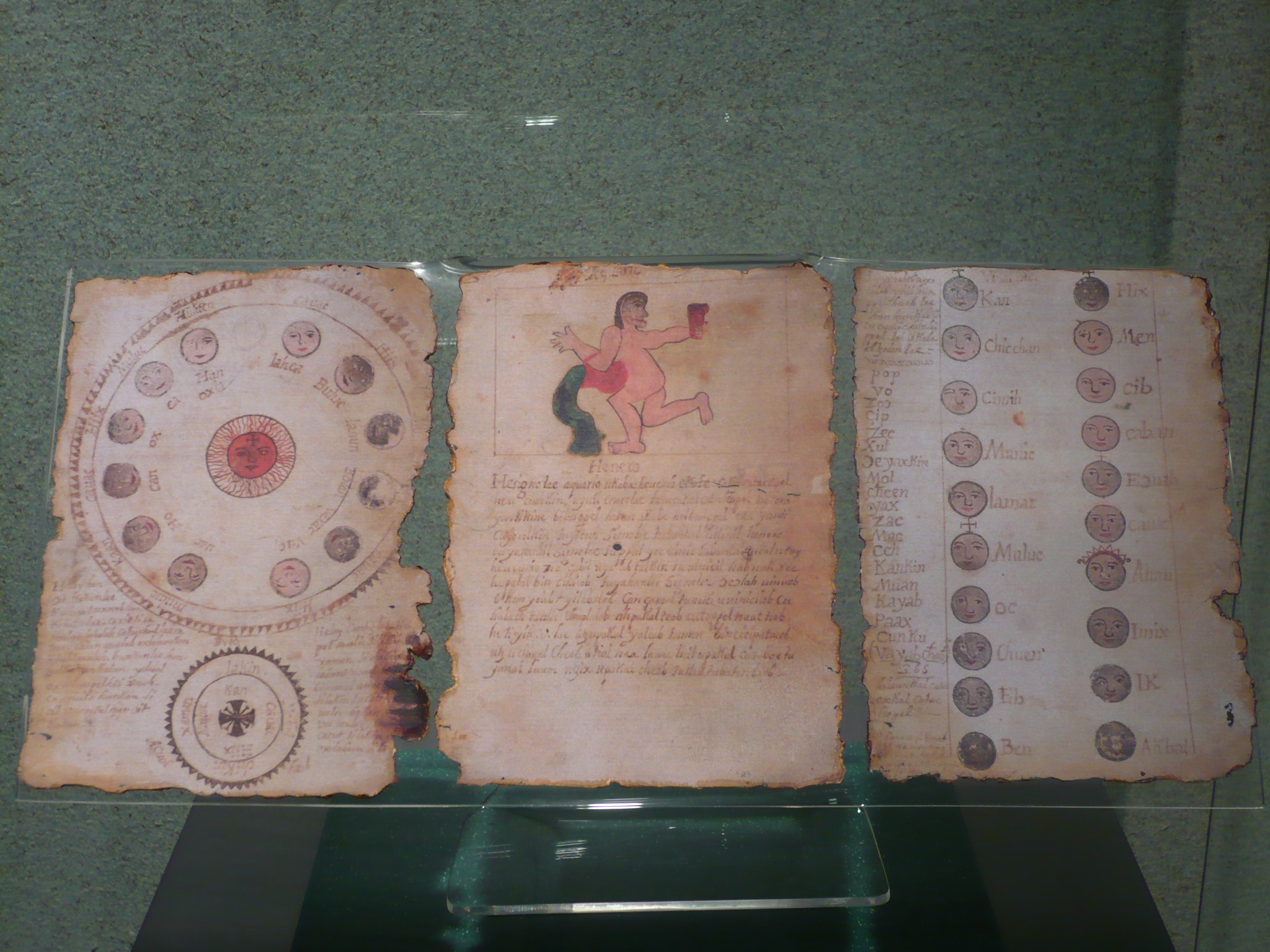
Chilam Balam en el Museo Nacional de Antropología.

### Líneas de investigación
María Cristina Álvarez fue especialista en lenguas mayas de la época colonial, estudio al cual le dedicó más de veinte años, realizó diversas investigaciones en torno a la descripción estructural del maya del Chilam Balam de Chumayel en el estado de Yucatán. Una de los temáticas que abordó fue en relación con los glifos mayas, cuestionando qué lengua se había empleado para realizarlos (para finales de la década de los sesenta aun no se descifraba dicha escritura). Esto la llevó a profundizar en esta investigación y publicó el artículo Estructura del idioma en que se escribieron los códices mayas concluyendo que la estructura de la lengua utilizada en los códigos mayas seguía reglas de las lenguas de las tierras bajas mayas Archivado el 23 de febrero de 2022 en Wayback Machine., pero debido a su semántica, concepto y simbolización se debía considerar como una lengua especial.
Realizó traducciones del Chilam Balam, elaboró el Diccionario de elementos del maya yucateco colonial (1970), colaboró en el volumen X de Estudios de Cultura Maya Estudios fonológico de los radicales del maya yucateco colonial (1976) y publicó tres volúmenes del Diccionario etnolingüístico del idioma maya yucateco colonial, el primero sobre el mundo físico (1981) y los otros dos volúmenes sobre el aprovechamiento de los recursos naturales (1984, 1997). No concluyó la última de sus investigaciones Código semiológico de la escritura maya. Actualmente sus obras constituyen piezas importantes en el desarrollo de los estudios sobre las lenguas mayas elaborados durante la segunda mitad del siglo XX.

## Publicaciones
Entre sus publicaciones se incluyen diversos libros y artículos sobre la lengua maya.
- Descripción estructural del maya del Chilam Balam de Chumayel. Cuadernos del Seminario de Estudios de la Escritura Maya (1). México: Universidad Nacional Autónoma de México, Seminario de Estudios de la Escritura Maya. 1969.
- Diccionario de elementos del maya yucateco colonial. Cuadernos del Centro de Estudios Mayas (3). México: Universidad Nacional Autónoma de México, Instituto de Investigaciones Filológicas, Centro de Estudios Mayas. 1970.
- Investigación de los radicales del maya yucateco. 1973.[15]
- Textos coloniales del Libros del Chilam Balam de Chumayel y textos glíficos del Códice Dresde. Cuadernos del Centro de Estudios Mayas (10). México: Universidad Nacional Autónoma de México, Instituto de Investigaciones Filológicas, Centro de Estudios Mayas. 1974.[16][17]
- Estructura del idioma en que se escribieron los códices mayas, Estudios de Cultura Maya, Estudios fonológico de los radicales del maya yucateco colonial. 1976.
- Diccionario etnolingüístico del idioma maya yucateco colonial: Volumen I: Mundo físico. México: Universidad Nacional Autónoma de México, Instituto de Investigaciones Filológicas, Centro de Estudios Mayas. 1980.
- Diccionario etnolingüístico del idioma maya yucateco colonial: Volumen II: Aprovechamiento de recursos naturales. México: Universidad Nacional Autónoma de México, Instituto de Investigaciones Filológicas, Centro de Estudios Mayas. 1984.
- Diccionario etnolingüístico del idioma maya yucateco colonial: Volumen III: Aprovechamiento de recursos naturales. México: Universidad Nacional Autónoma de México, Instituto de Investigaciones Filológicas, Centro de Estudios Mayas. 1997.